# Botanophila vicariola
Botanophila vicariola är en tvåvingeart som beskrevs av Fan 1987. Botanophila vicariola ingår i släktet Botanophila och familjen blomsterflugor. Inga underarter finns listade i Catalogue of Life.